# 에일리언 vs. 프레데터 (아케이드 게임)
에일리언 vs. 프레데터 (Alien vs. Predator)는 캡콤이 1994년에 발매한 아케이드 진행형 격투 게임이다.
20세기 폭스사에 의 SF영화의 간판 외계 생물체인 에일리언과 프레데터의 크로스오버 작품으로, 다크호스 코믹스사가 발매한 아메리칸 코믹이 원작이다. 이 작품으로 원작으로 하여 2004년에 영화 에일리언 vs 프레데터, 2008년 속편인 AVP2 에일리언 vs 프레데터도 공개되었지만, 본작과는 직접적인 관계는 없다.

## 개요
기본 시스템은 파이널 파이트를 답습한 횡스크롤 액션 게임이다. 기본으로 장비한 총기나, 커멘드 입력에 의한 특수기술이 이 작품의 특징이다. 에일리언2의 펄스 암이나 스마트 암, 파워 로더, 프레데터2의 무기인 레이더 디스크라고 하는, 각 작품에 등장한 아이템이 등장하는 것이 특징이다. 또 각 캐릭터에 따라 성능에 차이가 있어, 2~3인용 플레이는 1인용 플레이와 완전히 다른 전략 구축을 즐길 수 있다.
특징으로 지금까지의 시리즈와 달리, 어떠한 때라도 적에게 데미지를 줄 수 있는(비록 다운되어 쓰러져 있을 때라도) 요소가 있다. 퍼니셔에도 비슷한 시스템이 있었지만, 쓰러진 적을 들어 올리는 것만 되었다.
판권의 관계상, 이 작품은 가정용 게임기로 이식되지 않았다. 같은 제목의 게임은 다수 나와 있지만, 모두 다른 내용이다(에일리언 vs. 프레데터 (2010년 비디오 게임)). 특히 PC의 FPS 게임 「Aliens Vs Predator2」는 일본에서 유통한 업체가 캡콤이었기 때문에, 단순히 「캡콤의 AVP」라고 할 때는 이 작품과 헷갈릴 수 있다. 실제로는 FPS판에 캡콤의 스탭이 참여 하지 않았다.

## 스토리
에일리언들이 미국의 서해안에 있는 해상 독립 도시 산 드래드에 나타나 도시를 쑥대밭으로 만든다. 우주 해병대인 더치 쉬퍼(계급：소령)와 린 쿠로사와(계급：중위)가 현장에 투입되어 막아보지만 역부족이고 에일리언을 사냥하러 지구로 온 3명의 프레데터들이 나타난다..(다만 플레이어로서 선택할 수 있는 것은 2명이다.) 그들은 인간과 함께 에일리언과 싸운다.
플레이어는 그들 군인, 혹은 프로데터 워리어와 프로데터 헌터 등 2명의 프레데터와 합계 4명중에서 캐릭터를 선택해 플레이 한다.(3명까지의 협력 플레이가 가능하다.)